# Felkai Eszter

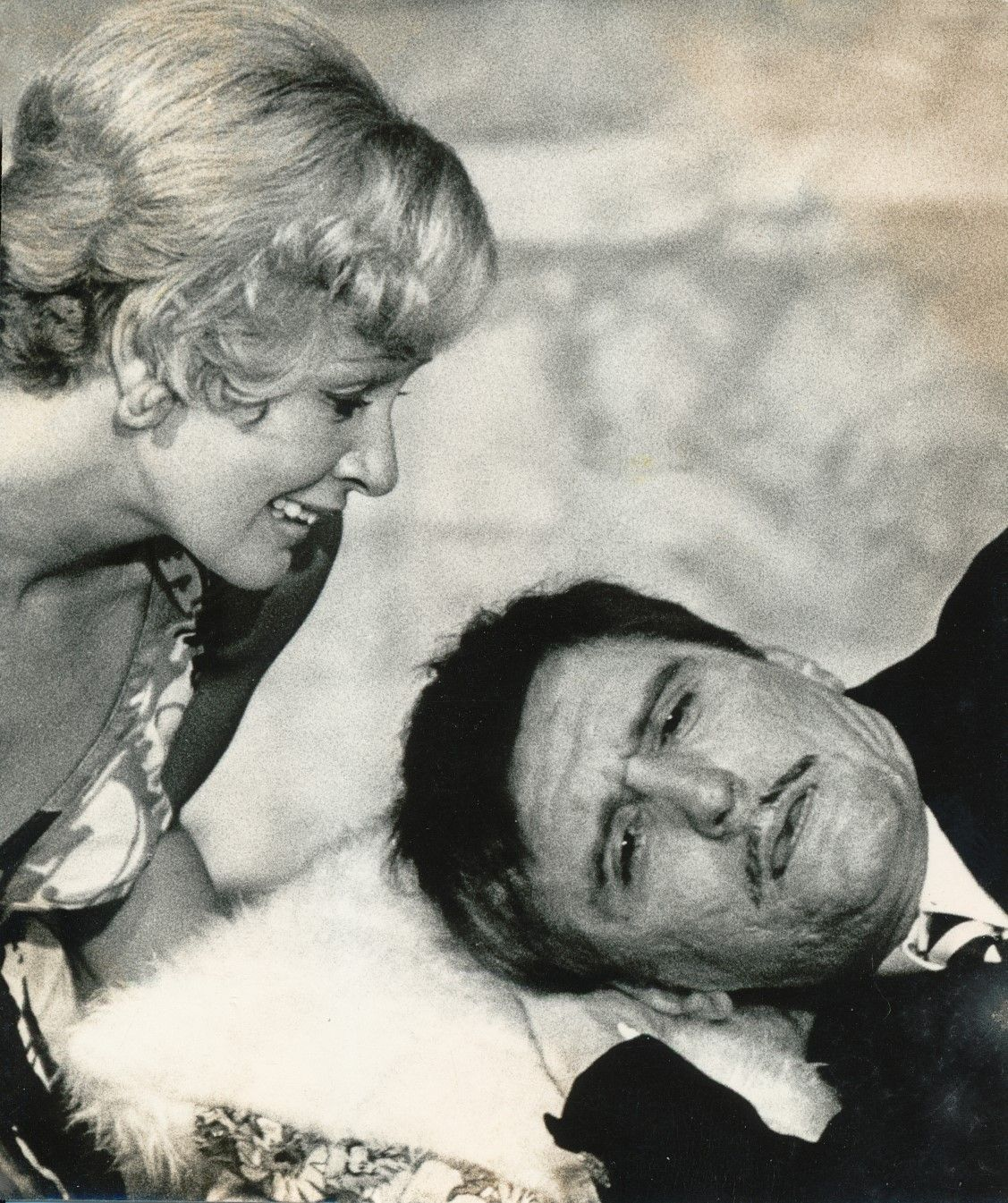
Széplaky Endrével a békéscsabai Jókai Színház egyik előadásán az 1970-es években

Felkai Eszter (névvariáns: Felkay) (Budapest, 1942. november 20. –) Déryné- és Jászai Mari-díjas magyar színésznő, koreográfus, a Békéscsabai Jókai Színház örökös tagja.

## Életpályája
Táncosként kezdte pályáját. A hazug című Goldoni darabban szerepelt először a Madách Színházban, melyet Vámos László rendezett. Az előadás harlekines táncbetétjeinek koreográfiáit Eck Imre készítette. Erről korábban így nyilatkozott: 

„Túlmozgásos gyerek voltam, édesanyám ezért ötéves koromban beíratott balettiskolába. Megszenvedtem a táncért, nem voltam hajlékony, kötöttek az izmaim. Tizenöt éves koromban kiválasztottak a Madách Színház egyik előadásába táncolni. Ekkor lettem színházi gyerek. Egymás után kerültem be azokba az előadásokba, amelyekben volt táncbetét.”

 Pályájának következő állomása a Tarka Színpad. Itt Bogár Richárd koreográfiáiban már revütáncosként lépett színpadra. 

„A Dohány utcában működött a Tarka Színpad, Medveczky Ilona ott kezdett, én pedig a karban táncoltam mögötte, heti tíz előadásban.”

 Énekelni Gyulai Erzsébettől, az Operettszínház tanárától, színpadi beszédet Montágh Imrétől, a Színművészeti Főiskola beszédtanárától tanult. A Tarka Színpad öltözőjébe kopogtatott be Berényi Gábor színigazgató, aki 1962-ben szerződtette Szolnokra, ahol három főszerepet is eljátszhatott. 1963-tól a szolnoki Szigligeti Színházban már színésznőként lépett színpadra. Itt ismerkedett meg férjével, Gálfy László színművésszel. 1965-től egy évadot a győri Kisfaludy Színházban töltött. 1966-tól a Békés Megyei Jókai Színház társulatának művésze. A színészet mellett számos előadáshoz koreográfiákat is készített, és tanítással is foglalkozott.
1985-ben  SZOT-díjat, 1987-ben Jászai Mari-díjat, 1993-ban Déryné-díjat kapott. 2008-ban elköszönt a békéscsabai színháztól, de 2016-ban Örkény: Macskajáték című darabjában, Orbánné szerepében ismét visszatért. Születésnapján, a díszelőadáson a Békéscsabai Jókai Színház örökös tagja címet is megkapta.

## Fontosabb színházi szerepei
- William Somerset Maugham: Imádok férjhez menni... Victoria
- Ábrahám Pál: Bál a Savoyban... Daisy Parker
- Szinetár György – Behár György – Szenes Iván: Susmus... Flóra
- William Shakespeare: Szentivánéji álom... Titánia
- William Shakespeare: Lear király... Goneril
- William Shakespeare: Hamlet... Gertrud
- Jean-Paul Sartre: Altona foglyai... Johanna
- Ugo Betti: Bűntény a Kecske-szigeten... Agate
- Carlo Goldoni: Mirandolina... Mirandolina, fogadósné
- Müller Péter: Szomorú vasárnap... Seressné
- Müller Péter - Tolcsvay László - Bródy János: Doctor Herz... Mutter
- N. Richard Nash: Az esőcsináló... Lizzie Curry
- Móricz Zsigmond: Úri muri... Rhédey Eszter
- Kaló Flórián: Négyen éjfélkor... Olga
- Molière: Dandin György... Lükeházyné
- Anton Pavlovics Csehov: Cseresznyéskert... Ranyevszkaja Ljubov Andrejevna
- Anton Pavlovics Csehov: Ványa bácsi... Vojnyickaja (özvegy, a professzor első feleségének anyja)
- Robert Thomas – Jack Popplewell: A hölgy fecseg és nyomoz... Alice Postic
- Robert Thomas: Nyolc nő... Thelma
- Békeffi István – Lajtai Lajos: A régi nyár... Mária
- Eugene O’Neill: Utazás az éjszakába... Mary Cavan Tyrone
- Willy Russel: Shirley Valentine... Shirley
- John Kander – Fred Ebb – Joe Masteroff: Kabaré... Schneider kisasszony
- Hubay Miklós – Ránki György – Vas István: Egy szerelem három éjszakája... Melitta
- Brandon Thomas: Charley nénje... Donna Lucia D'Alvadorez
- Claude Magnier – Nádas Gábor – Szenes Iván: Mona Marie mosolya... Genevieve
- Háy Gyula: Appassionata... A mami
- Tennessee Williams: A vágy villamosa... Blanche
- Németh László: Sámson... Delila
- John Braden – Paul Foster: Színezüst csehó... Lagalou
- Jean Anouilh: Colombe... Alexandra
- Alan Jay Lerner – Friedrich Loewe: My fair Lady... Mrs. Higgins
- Friedrich Dürrenmatt: János király... Eleonóra királyné
- Friedrich Dürrenmatt: Fizikusok... dr. Mathilde von Zahnd
- Franz Arnold – Ernst Bach: Apa csak egy van?!... Clotild
- Marc Camoletti: Boldog születésnapot... Jacquelin
- Szabó Magda: Kiálts, város!... Idősb. özvegy Gál Nagy Istvánné
- Alekszej Nyikolajevics Arbuzov: Kései találkozás... A nő
- Arthur Schnitzler: Körtánc... A színésznő
- Szigligeti Ede: Liliomfi... Kamilla
- Csiky Gergely: Kaviár... Melinda
- Szinetár György – Behár György – Szenes Iván: Fogad 3-tól 5-ig... Nusika
- Bedő Iván: Hotel Szerelem... Csibi, egy hotel panzió vezetője
- Dávid Rózsa: Albérlő a fürdőkádban... Márta
- Michel Tremblay: Sógornők... Angeline Sauve
- Illyés Gyula: Szélkötő Kalamóna... Királynő
- Filadelfi Mihály: A torzó Messiás... Valkuszné
- Peter Buckman: A zenekar –  "...Most mind együtt"... Hannah, Mathew nagynénje
- Bognár Zsolt – Kiss Stefánia: Jeanne D´Arc... Izabell, Franciaország királynéja
- Richard Harris: Csupa balláb... Mavis
- Victor Hugo: A királyasszony lovagja... Albuquerque főhercegnő
- Joseph Kesselring: Arzén és levendula... Abby (vénlány)
- John Arden: Gyöngyélet... Kárász mama
- Lillian Hellman: Könyörtelenek (The little foxes)... Mary (házvezetőnő Giddenséknél)
- Charles Aznavour: Éljen az élet!... Madelaine
- Arthur L. Kopit – Maury Yeston – Mario FrattiNine (Kilenc)... Stephanie Necrophorus (kritikus)
- Sütő András: Egy lócsiszár virágvasárnapja... Maria
- Schwajda György: Mesebeli János... Irénke
- Spiró György: Esti műsor... Gizi
- Müller Péter: Szeressük egymást gyerekek... Helénke
- Pozsgai Zsolt: Razzia... Roxana (60 éves, "nyugdíjas" prostituált)
- Marcel Proust: Az eltűnt idő nyomában... Nagymama
- Bartus Gyula: Életek árán... Rózsika
- László Endre: Csinn-bumm cirkusz... Szamóca
- Bertolt Brecht: Állítsátok meg Arturo Uit!... Dockdaisy
- Paul Foster: I. Erzsébet... Katalin (francia királynő, egy spanyol hajó, I. Erzsébet királynő)
- Örkény István: Macskajáték... Orbánné

## Filmek, tv
- Lopott boldogság (1962)
- Sztyepancsikovo falu és lakói (1986)
- Égető Eszter (1989)
- Margarétás dal (1989)
- Valami szépet (2006)
- Szerafina (2007)
- Szájhősök (2012)

## Önálló est
- A Szegedi Televízióban

## Koreográfiáiból
Több mint 60 előadáshoz készített koreográfiát. Néhány közülük:
- Zerkovitz: Csókos asszony
- Szírmai-Bakonyi: Mágnás Miska
- Ábrahám: Viktória
- Molière: Dandin György

## Díjak, elismerések
- SZOT-díj (1985)
- Jászai Mari-díj (1987)
- Déryné-díj (1993)
- Magyar Teátrum Életműdíj (2019)